# Стендап-комедія
Стенда́п-коме́дія (також скорочено стенда́п або стенд-ап, від англ. stand-up comedy — стенда́п-ка́меді) — сольний гумористичний виступ перед живою аудиторією, один з жанрів розважальних програм. Часто для таких виступів організовуються спеціальні комедійні клуби (англ. comedy club). Такі шоу відрізняються тим, що на сцені виступає конферансьє, який спілкується з глядачами, що сидять у залі, на актуальні теми, гостро жартує і навіть чіпляється до присутніх на шоу. Безпосередньо артиста називають стенда́п-ко́міком, стенда́пером або просто коміком.
У репертуар стендап-коміків зазвичай входять авторські монологи (англ. routines), короткі жарти (англ. one-liners) та імпровізація з залом. Щоб викликати сміх аудиторії, коміки включають у свої виступи також музичні, театралізовані фрагменти, черевомовлення, фокуси, етюди та інші прийоми.

## Історія
Подібна до стендапу комедія бере початок від давньогрецької Парресії (400-ті роки до н. е.), яку використовували кініки й епікурейці для того, аби без цензури розповідати про реальність.
Стендап, як самостійна форма розмовного жанру, зародився на Британських островах у XVIII—XIX століттях. Артисти виступали в мюзик-холах, від чого походить назва жанру: «мюзик-хол камеді» (англ. music hall comedy). У цьому жанрі побудували свою кар'єру багато британських комедіантів, серед яких були Артур Аскі, Кен Додд, Макс Міллер тощо. Спочатку виступи коміків піддавалися попередній цензурі канцелярією лорда великого камергера Англії, проте Закон про театри 1968 року повністю скасував театральну цензуру. До 1970 року музичний жанр віджив своє. Великим поштовхом до розвитку послужило телебачення і радіо. Якщо раніше артист міг виступати з одним номером багато років, то тепер доводилося писати новий матеріал.[джерело?]
У США жанр має свою історію. Засновники жанру прийшли з водевілю, одним з яких вважають письменника Марка Твена. «Бум» стендап-комедії стався наприкінці 1960-х — на початку 1970-х років. По всій Америці будувалися нові клуби. До 1970 року жанр став основною формою гумористичного виступу. Біля джерел американського стендапу стоять такі люди, як Ленні Брюс, Річард Прайор, Джордж Карлін, Білл Косбі, Вуді Аллен. Бувши «першопрохідцями» жанру, вони зазнали чимало труднощів, пов'язаних із правом виступати з певним матеріалом. Зокрема, Ленні Брюс неодноразово піддавався арештам за непристойність своїх виступів. Джордж Карлін з його комедійним номером «Сім лайок» потрапив під судовий розгляд у Верховному суді США. Згодом їх вплив розвинув жанр стендапу. З'явилося нове покоління стендап-коміків: Едді Мерфі, Білл Хікс та інші. Одним із найвизначніших коміків цього напряму був Робін Вільямс.

## Класифікація стендап-комедії
Стендап-комедія має кілька розповсюджених жанрових стилів, зокрема:
- комедія абсурду (абсурдизм) — комедія, побудована на абсолютно суперечливих, невідповідних й абсурдних жартах;
- антигумор — альтернативна комедія, «комедія для комедіантів»;
- жорсткий стендап — критичний гумор на межі огиди, гніву (наприклад, в цьому стилі працюють Дон Ріклс і Ред Фокс[en]);
- комедія спостережень — стиль в якому основний матеріал виступу автобіографічний: подорожі, побутові сцени, знайомі всім присутнім в залі глядачам. Комедія спостережень набула такого поширення, що сама по собі стала предметом для жартів (серед відомих представників стилю — Джордж Карлін і Річард Прайор);
- самоприниження — артист будує виступ на висміюванні своїх недоліків, безглуздості вчинків або положення, в якому він перебуває;
- чорний гумор — жарти про смерть, біль, втрати тощо;
- «чистий» стендап — коміки використовують «світлі» образи, відсутня ненормативна лексика;
- «уанлайн» — короткі текстові жарти, ніяк не пов'язані темою між собою;
- музичний стендап — комедійні пародії під гру на банджо, гітарі або ж оркестровий супровід (Тім Мінчін);
- комедія персонажів — актори створюють певний образ, подаючи його і вигадані події з його життя в гумористичному світлі. Найчастіше такі сценічні образи настільки популярні, що стають основними та єдиними у творчій кар'єрі виконавця, створюючи тим самим певні труднощі, а іноді це — своєрідний «трамплін» на шляху до слави (наприклад, Ел Мюррей[en] виступає в образах власника англійського пабу, патріота та ксенофоба).

Тематично стендап-комедії можуть торкатися різноманітних аспектів суспільного життя: теми дітей і сім'ї, політики, расових відносин, релігії, шоу-бізнесу тощо. Водночас за характером коміка, стендап-комедію можна класифікувати на: «невротичний стендап» або «комедія ненависті»; deadpan — комедію, в якій жарти розповідають із «кам'яним обличчям», зримою байдужістю, що створює своєрідний комедійний ефект (особливо популярний прийом у середовищі англійських коміків, серед яких Пітер Кук, Мілтон Джонс, Джек Ді тощо) і «м'який стендап» — виступ побудований на інтелектуальній грі слів, витончених сюжетах, де нема «брудних» жартів та лихослів'я.

## Стендап в Україні

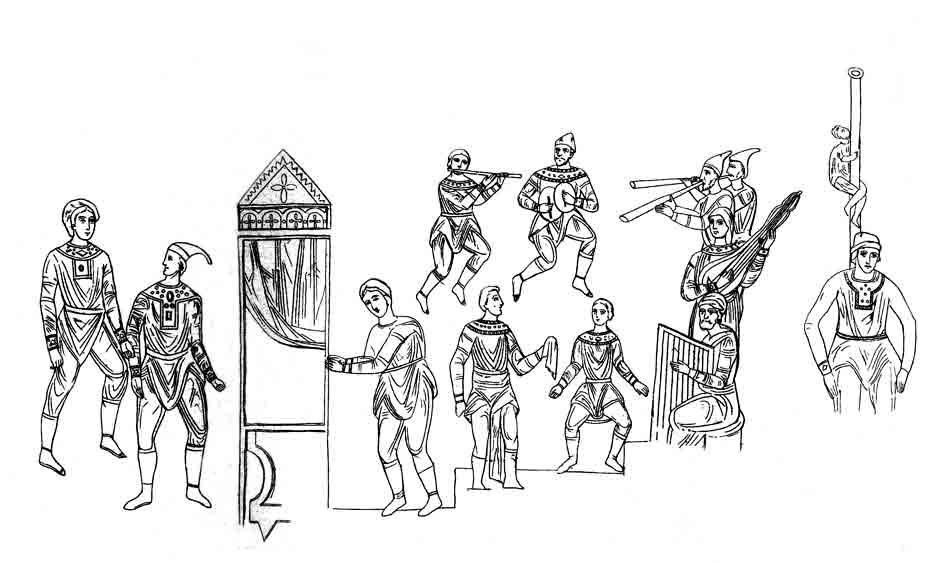
Малюнок з фрески Софії Київської, що зображує скоморохів і музик

Історія розвитку стендап-комедії на теренах України доволі специфічна. Подібні до стендапу форми розмовного жанру зародилися ще на старовинних народних гуляннях, скомороших ігрищах, де разом із танцями, піснями, грою на різноманітних музичних інструментах і водінням ведмедів звучали частівки та розповідали гумористичні монологи. Надалі ця форма історично розвивалася, формувалася та вдосконалювалась як складна організаційна структура вже в СРСР, з приходом «естради» й радянських гумористів. Наприклад, комедійні дуети «Ад і Мар» (Адам і Марія Таліни), «Тарапунька та Штепсель» (Юрій Тимошенко й Юхим Березін), дует Романа Карцева та Віктора Ільченко, а також окремі артисти як Михайло Жванецький, Клара Новікова та інші. У цей період багато монологів скасовувала цензура, а недоліки текстової складової наповнювалися акторською грою.
Значний вплив на розвиток стендап-комедії в Україні склади телевізійні передачі, шоу, концерти, де стендап був важливою складовою. Зокрема, такі як проєкти Студії «Квартал 95»: «Розсміши коміка» та «Розсміши коміка. Діти», а також «Вар'яти-шоу», «Мамахихотала» тощо. Від часу появи стендап-комедії в Україні як самостійного жанру, окремі коміки почали влаштовувати власні тури містами, а концерти з телебачення перемістилися в інтернет, збираючи сотні тисяч переглядів на YouTube.
З 2014 року стендап в Україні переживає зростання, з’являються численні комедійні клуби, незалежні коміки та YouTube-проєкти. Одним із перших незалежних проєктів нового покоління став київський «Підпільний стендап», який об’єднав низку коміків, що виступають українською мовою.
Станом на середину 2022 року найбільшими гравцями української стендап-комедії, за даними Forbes Україна, були комедійні клуби «Підпільний Стендап» і STAND UP Battle Club. Вони мають власні локації для виступів та об'єднують найвідоміших коміків. Найвідоміші резиденти «Підпільного»: Свят Загайкевич, Антон Тимошенко, Сергій Ліпко, Настя Зухвала та Василь Байдак, а STAND UP Battle Club — Вадим Дзюнько, Олександр Дмитрович, Богдан Вахнич, Лєра Мандзюк. Сплеск популярності й уваги до україномовного стендапу відбувся з повномасштабним вторгненням Росії, стендапери проводили концерти в бомбосховищах: на 24-й день вторгнення, в оточених з трьох сторін Сумах провів концерт місцевий комік Фелікс Редька, у Львові Battle Club почали вести «Культурну оборону», збираючи глядачів не тільки в залі, а й в прямому етері, у Києві — «Підпільний Стендап» проводив концерти у бункері. Дехто зі стендап-коміків, як Сергій Ліпко, мобілізувалися до лав Сил оборони України, що стало основою до гумористичного матеріалу.
На перші заходи приходили люди, у яких горіли очі, бо вони хоч кудись вибрались.— Свят Загайкевич, засновник проєкту «Підпільний Стендап»
За оцінкою Forbes Україна, станом на кінець серпня 2022 року, найпопулярніші україномовні концерти мали: Настя Зухвала, Василь Байдак, Ганна Кочегура, Антон Тимошенко, Сергій Ліпко (усі — резиденти «Підпільного Стендапу»), а також Фелікс Редька й Тарас Стадницький (Lviv City Stand Up). Серед інших популярних україномовних коміків варто також відзначити сценариста та переможця Kyiv International Stand Up Comedy Week 2019 Сергія Чиркова; ведучого «Радіо Промінь» і сценариста програми #@)₴?$0 Єгора Шатайла; художника та співзасновника клубу «Вільний Стендап» Андрія Пілата тощо. Розвиток жанру зумовила відсутність гумористичних програм на телебаченні: такі популярні студії, як «Квартал 95» чи «Мамахихотала» збирають кошти на армію закордоном. Крім того, в Україну перестали приїздити російські коміки.

## Додаткова інформація
- Лобова О.К., Євтушенко О.А. Нівелювання соціокультурних цінностей у жартах стендап комедії // Філологічні трактати. — 2018. — № 4. — С. 44—55.
- Т. В. Пилипчук. Історія зародження стендапу та його популярність на Заході // Science and Education a New Dimension. — 2019. — № VII(57). — С. 51—54.
- Лілія Галка. Висміяти реальність: зародження і розвиток стендапу в Україні та США. prostranstvo.media (укр.). Архів оригіналу за 22 квітня 2021. Процитовано 26 березня 2021.
- Ганна Трегуб (14 лютого 2020). Стендап and fight. Український тиждень (укр.). Процитовано 26 березня 2021.